# Segle XIX aC
El segle XIX aC és el període que comprèn els anys inclosos entre el 1900 aC i el 1801 aC. Està marcat pel desenvolupament de la ciència a Mesopotàmia i Egipte i la intensificació del comerç entre els pobles de més poder.

## Política
Entre el 1878 aC i el 1841 aC es produeix la màxima expansió territorial d'Egipte sota Sesostris III, després de castigar els intents de revolta dels nubians. S'inicia la formació de l'imperi hitita, el qual desplaça altres pobladors de la regió cap al sud i l'est. Babilònia es constitueix com un estat. Ascaló i Jerusalem són ciutats d'influència a la zona de Llevant.

## Economia i societat
A Mèxic comencen a preparar-se begudes de cacau, les quals esdevindran un símbol nacional durant segles. L'ambre, per la seva banda, es torna un dels productes de comerç més preuats al nord d'Europa.
Els israelites es veuen forçats a instal·lar-se a Egipte per fugir de la fam, on seran usats massivament com a esclaus.

## Invencions i descobriments
Es produeixen importants avenços en les matemàtiques, que es conserven en tauletes babilòniques on es descriuen mètodes per resoldre equacions o les taules de multiplicar. Els Papirs de Berlín o el Papir de Moscou consignen els avenços egipcis en aquest camp.
Es comença a fondre el ferro, un metall molt car, potser fins i tot més que l'or, ja que no es coneix encara amb precisió la tècnica per obtenir-lo. S'empra en puntes d'arma principalment.

## Art, cultura i pensament
Destaquen diverses produccions de l'art egipci: les joies i monuments funeraris de Senusret II, les estàtues de Sesostris III, les esfinxs reials, l'escultura del nou realisme (amb obres com El jugador de daus)... Aquesta època d'esplendor corre en paral·lel a l'èxit polític i econòmic. S'escriuen també alguns textos cabdals de la literatura egípica, com Ensenyances del rei Amenemhat i Història de Sinuhé.

## Llista de governants
- Egipte - Amenemhat II, Faraó (1929 aC-1895 aC)
- Assíria - Erishum I, Rei d'Assíria (1939 aC - 1867 aC).